# 泰达MSD

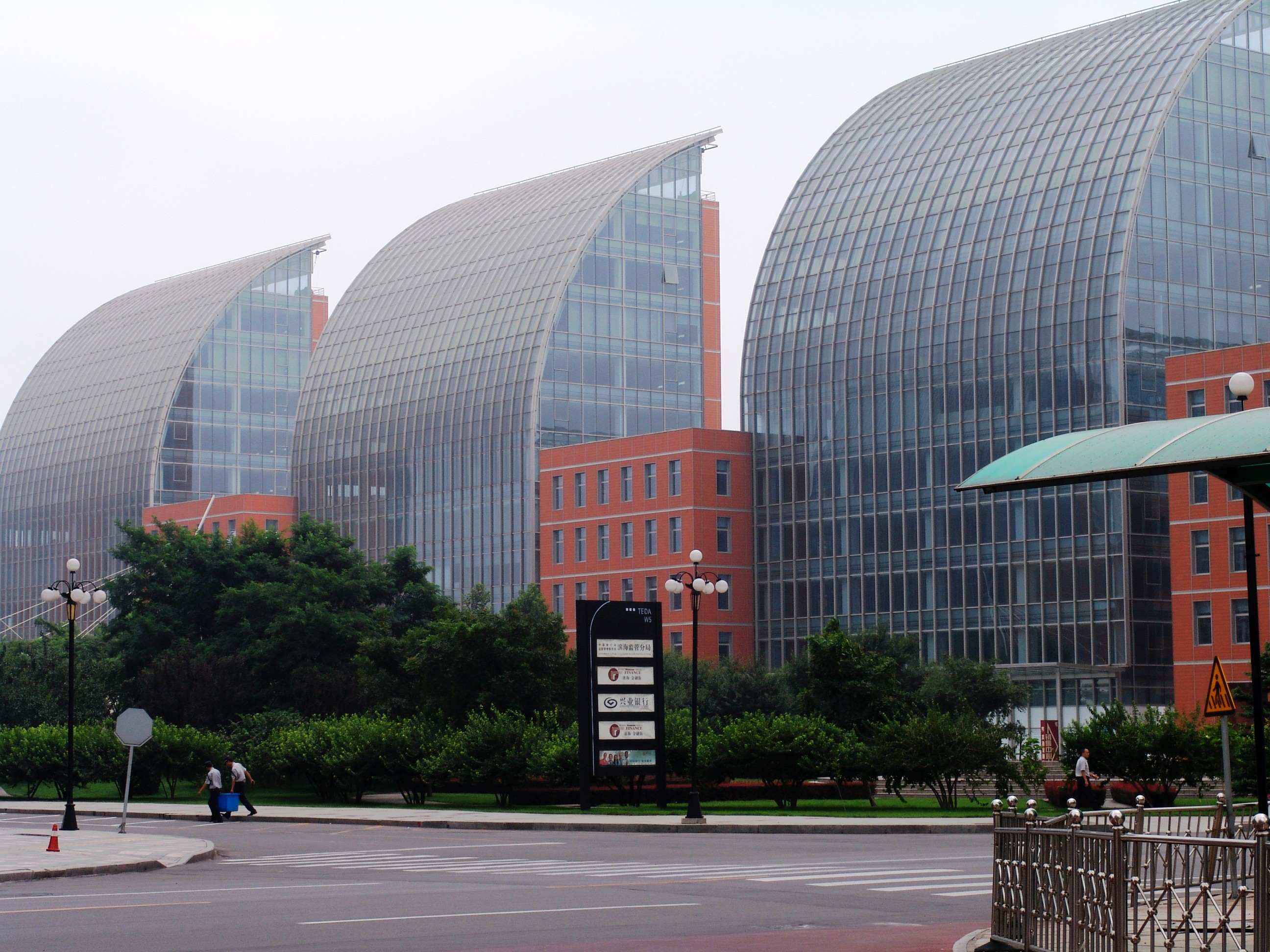
位于泰达MSD的金融街

泰达MSD，即天津开发区现代服务产业区（TEDA Morden Service District），占地面积114万平方米，总投资约180亿，建成后可容纳8万商业人口，国民生产总值可达1000亿元。是滨海新区“十大战役”之一，也是中国的第一个现代服务产业区。

## 名称
泰达MSD，全称应为“天津经济技术开发区现代服务产业区”或“天津开发区现代服务产业区”，因沿袭1992年起天津经济技术开发区一贯的“泰达”品牌营销原则，故以“泰达MSD”为主要推介的名称。

## 位置
泰达MSD，位于天津滨海新区核心区天津经济技术开发区母区南部泰达第二大街南北两侧，呈十字状。距离天津滨海国际机场38公里，距离天津港5公里、天津南港30公里，通过津滨轻轨直达天津市区，经由津滨城际铁路15分钟抵达天津站、京津城际铁路45分钟可达北京南站。

## 低碳特色
泰达MSD区内所有建筑均严格按照中华人民共和国的建筑节能规范和美国的绿色建筑LEED认证标准设计建造，区内综合绿化率超过40%。其中，泰达MSD低碳示范楼，是天津经济技术开发区-泰达响应低碳经济号召，为满足滨海新区、天津市及周边区域促进低碳经济技术交流的具有示范性的国际合作平台。区内在建的天津周大福金融中心高530米共100层，建成后将成为“滨海第一高度”。

## 上市计划
2009年12月15日天津泰达发展有限公司透露，拟打包天津滨海新区“泰达MSD”项目赴香港上市。